# 蕭文妃
蕭文妃（しょうぶんひ、? - 1121年）は、遼の天祚帝（耶律延禧）の妃。小字は瑟瑟。

## 経歴
国舅大父房の末裔にあたる。乾統初年、天祚帝が耶律撻葛里（文妃の姉の夫）の屋敷に行幸したときに見出されて、宮中に数カ月のあいだ隠された。皇太叔の耶律和魯斡が天祚帝に婚姻を勧めたため、正式に宮中に入った。乾統3年（1103年）冬、文妃に冊立された。蜀国公主耶律余里衍と晋王耶律敖盧斡を生み、天祚帝に最も寵愛された。柴冊の礼において、承翼の号を加えられた。
文妃は歌や詩を得意とした。遼は金の圧迫を受けるようになったが、天祚帝は狩猟にうつつを抜かし、忠臣の多くが排斥された。文妃は歌を作って風刺し、皇帝を諫めてその怒りを買った。
文妃の子の晋王敖盧斡は賢明で知られ、人望も厚かった。保大元年（1121年）、蕭元妃の兄の蕭奉先は、敖盧斡の人望が秦王耶律定擁立のための障害になるとみなして、「南軍都統耶律余睹（文妃の妹の夫）が晋王敖盧斡の擁立を謀っている」と誣告した。文妃は敖盧斡擁立の共謀者とされ、謀逆罪で賜死となった。

## 伝記資料
- 『遼史』巻71 列伝第1
- 『契丹国志』巻13